# 沈纮 (翻译家)
沈纮（?—?），字昕伯，中国近代日文翻译家。
沈纮为东文学社主要成员，和罗振玉、樊炳清等人相友善，特别是王国维的挚交好友。其词作《蝶恋花》，王国维评价“此词当在晏氏（晏殊、晏几道）父子间，南宋人不能道也。”
翻译作品
- 内外敎育小史二卷 原亮三郞 撰
- 国民敎育资料二卷 峯是三郞 撰
- 家庭敎育法 利根川与作 撰
- 简便国民敎育法 清水直义 撰
- 社会敎育法 佐藤善治郞 撰
- 心理的敎授原则 杉山富槌 编
- 小学敎授法 东基吉 撰
- 理科敎授法 矢泽米三郞、中川延治 撰
- 欧美敎育观日本育成会编
- 伊藤博文. . 沈紘译. 金粟斎. 1901. - 活版、附：『日本皇室典範義解』。